# En plein dans le mille
Pour plus de détails, voir Fiche technique et Distribution.
En plein dans le mille est un film français réalisé par André Chotin, sorti en 1933.

## Fiche technique
- Titre : En plein dans le mille
- Réalisation : André Chotin
- Scénario : Jean Deyrmon
- Photographie : Émile Pierre et Georges Raulet
- Musique : Lionel Cazaux
- Production : Société des films Kaminsky
- Pays d'origine :  France
- Durée : 50 minutes
- Dates de sortie : 
  - France : 23 juin 1933 (reprise le 31 août 1940 et le 21 janvier 1948)

## Distribution
- Jean Gobet : Octave
- Christiane Dor : Valentine
- Peggy Angelo : la princesse Angelesco
- Paul Azaïs : le gigolo
- Georges Cahuzac : M. Lehardy
- Paulette Dubost : Paulette
- Georges Deneubourg : le comte de Fey
- Max Révol : Ernest